# Crítica del socialismo

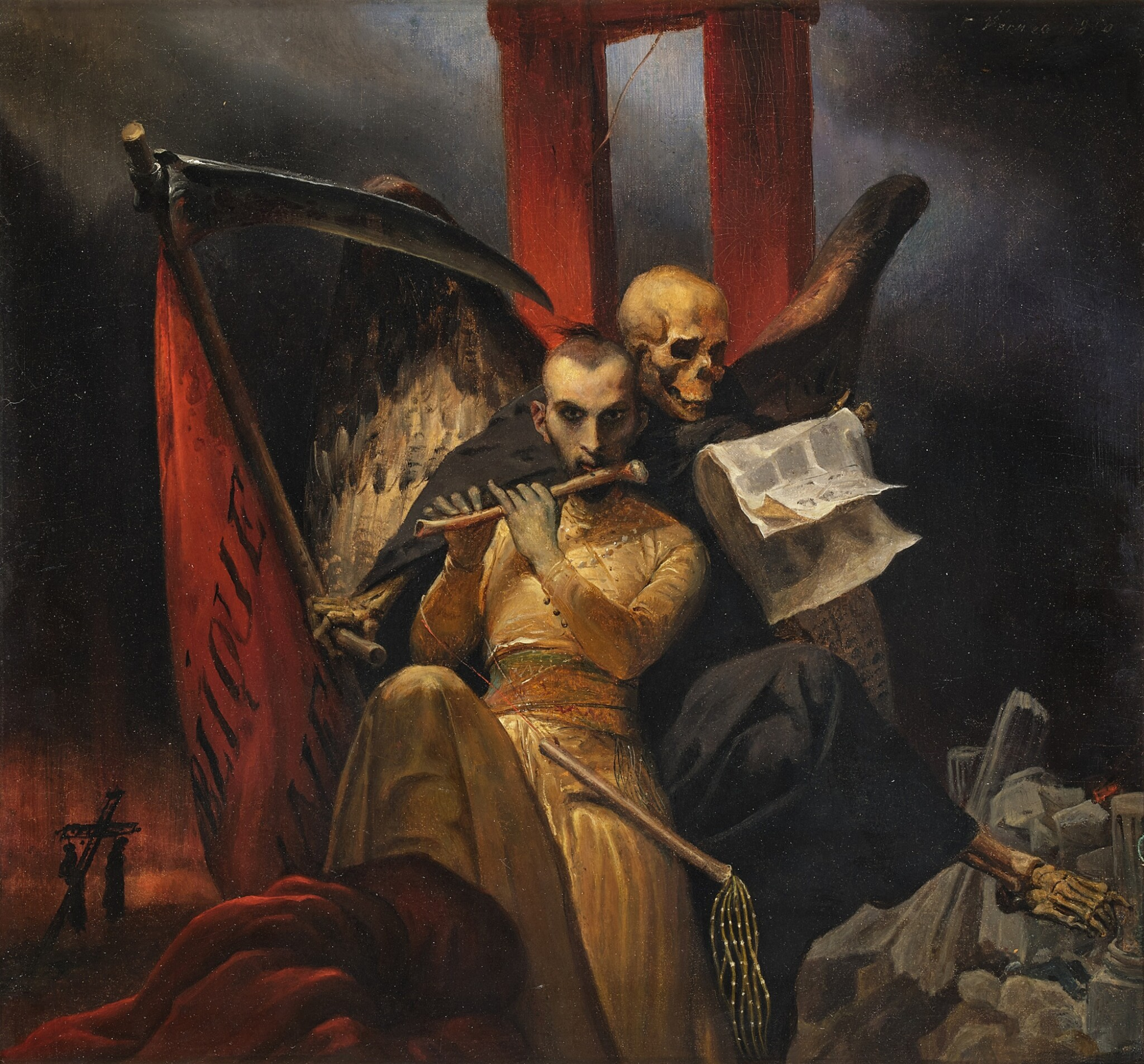
Una pintura de 1850 de Horace Vernet titulada Socialismo y cólera, que representa lo que Vernet pensaba que eran dos males que asolaban Francia a mediados del.

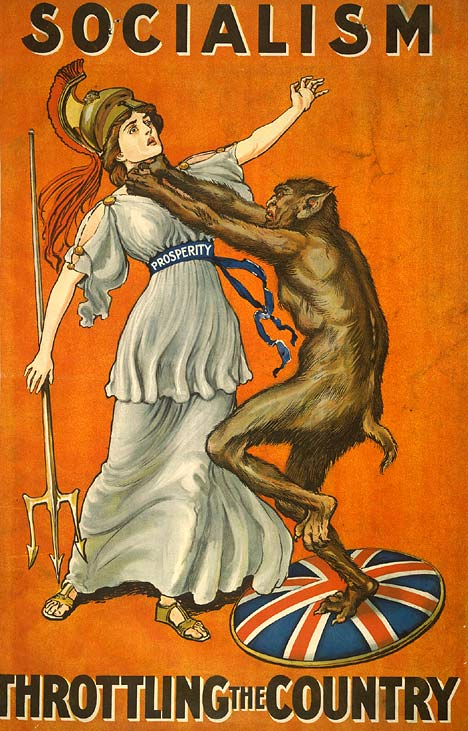
Cartel del Partido Conservador en 1909, en la que el socialismo está representado por la bestia que ahoga a Britania.

La crítica del socialismo es cualquier crítica de la economía socialista y los modelos socialistas de organización y su viabilidad, así como las implicaciones políticas y sociales de adoptar dicho sistema. Algunas críticas no están necesariamente dirigidas al socialismo como sistema sino más bien al movimiento, los partidos o los Estados socialistas. Algunos críticos consideran que el socialismo es un concepto puramente teórico que debe ser criticado por motivos teóricos, como en el problema del cálculo económico y el debate sobre el cálculo socialista, mientras que otros sostienen que existen ciertos ejemplos históricos y que pueden ser criticados por motivos prácticos. Debido a que hay muchos tipos de socialismo, la mayoría de las críticas se centran en un tipo específico de socialismo, el de la economía dirigida y la experiencia de las economías de tipo soviético que pueden no aplicarse a todas las formas de socialismo, ya que los diferentes modelos de socialismo entran en conflicto entre sí. sobre cuestiones de propiedad, coordinación económica y cómo alcanzar el socialismo. Los críticos de modelos específicos de socialismo podrían ser defensores de un tipo diferente de socialismo.
Según el economista de la Escuela Austriaca Ludwig von Mises, un sistema económico (específicamente planificación económica centralizada) que no utilice dinero, cálculo financiero ni fijación de precios de mercado sería incapaz de valorar eficazmente los bienes de capital y coordinar la producción y, por lo tanto, en su opinión, el socialismo es imposible porque carece de la información necesaria para realizar el cálculo económico en primer lugar. Otro argumento central esgrimido contra los sistemas socialistas basados en la planificación económica se basa en el uso de conocimientos dispersos. Desde este punto de vista, el socialismo es inviable porque un organismo central no puede agregar la información y utilizarla efectivamente para formular un plan para toda una economía, porque hacerlo daría como resultado señales de precios distorsionadas o ausentes; esto se conoce como el problema de cálculo económico. Otros economistas critican los modelos de socialismo basados en la economía neoclásica por su dependencia de supuestos erróneos y poco realistas de equilibrio económico y eficiencia de Pareto.
Algunos filósofos han criticado los objetivos del socialismo, argumentando que la igualdad erosiona las diversidades individuales y que el establecimiento de una sociedad igualitaria tendría que implicar una fuerte coerción.  Muchos críticos señalan las matanzas en masa bajo los regímenes comunistas como una acusación del socialismo; algunos socialistas responden que fueron aberraciones, señalan muertes masivas que, según ellos, fueron causadas por el capitalismo y el imperialismo, y algunos dicen que no son el modelo socialista que apoyan. Los liberales económicos y los libertarios de derecha ven la propiedad privada de los medios de producción y el intercambio de mercado como entidades naturales o derechos morales que son centrales para sus concepciones de libertad y consideran la dinámica económica del capitalismo como inmutable y absoluta. Como resultado, perciben la propiedad pública de los medios de producción y la planificación económica como violaciones a la libertad.

## Crítica de la planificación centralizada

### Señales de precios distorsionadas o ausentes

Gráfico de oferta y demanda: la intervención política en la creación de precios en un mercado libre a través de la oferta y la demanda conduce, según los críticos del socialismo, a una desviación del precio de equilibrio, provocando multitud de efectos secundarios indeseables.

El problema del cálculo económico es una crítica a la planificación económica central que existe en algunas formas de socialismo. Fue propuesto por primera vez en 1854 por el economista prusiano Hermann Heinrich Gossen. Fue expuesto posteriormente en 1902 por el economista holandés Nicolaas Pierson, en 1920 por Ludwig von Mises y posteriormente por Friedrich Hayek. El problema al que se hace referencia es el de cómo distribuir racionalmente los recursos en una economía. El libre mercado se basa en el mecanismo de precios, en el que las personas tienen individualmente la capacidad de decidir cómo deben distribuirse los recursos en función de su voluntad de dar dinero para bienes o servicios específicos. El precio transmite información incorporada sobre la abundancia de recursos así como sobre su deseabilidad (oferta y demanda), lo que a su vez permite –sobre la base de decisiones consensuales individuales– correcciones que previenen la escasez y el excedente. Mises y Hayek argumentaron que esta es la única solución posible y sin la información proporcionada por los precios de mercado el socialismo carece de un método para asignar racionalmente los recursos. Quienes están de acuerdo con esta crítica argumentan que es una refutación del socialismo y que muestra que una economía planificada socialista nunca podría funcionar. El debate se desató en las décadas de 1920 y 1930 y los historiadores económicos han llegado a conocer ese período específico del debate como "el Debate del Cálculo Socialista".
Mises argumentó en un famoso artículo de 1920, "El cálculo económico en la comunidad socialista", que los sistemas de precios en las economías socialistas eran necesariamente deficientes porque si el gobierno poseía los medios de producción, entonces no se podían obtener precios para los bienes de capital, ya que eran meras transferencias internas de capital. bienes en un sistema socialista y no "objetos de intercambio", a diferencia de los bienes finales, por lo tanto no tenían precio y, por lo tanto, el sistema sería necesariamente ineficiente ya que los planificadores centrales no sabrían cómo asignar los recursos disponibles de manera eficiente. Esto le llevó a declarar "que la actividad económica racional es imposible en una comunidad socialista". Mises desarrolló su crítica del socialismo de manera más completa en su libro de 1922 Socialismo, un análisis económico y sociológico.
Mises argumentó que un sistema socialista basado en una economía planificada no sería capaz de asignar recursos de manera efectiva debido a la falta de señales de precios. Como los medios de producción estarían controlados por una sola entidad, sería imposible aproximar los precios de los bienes de capital en una economía planificada. Su argumento era que el socialismo debe fracasar económicamente debido al problema del cálculo económico: la imposibilidad de que un gobierno socialista pueda hacer los cálculos económicos necesarios para organizar una economía compleja. Mises proyectó que sin una economía de mercado no habría un sistema de precios funcional que consideraba esencial para lograr una asignación racional y eficiente de los bienes de capital a sus usos más productivos. Según Mises, el socialismo fracasaría porque la demanda no puede conocerse sin los precios. Estos argumentos fueron elaborados por economistas austriacos posteriores como Hayek  y estudiantes como Hans Sennholz. En 1977, Hayek argumentó que "los precios son un instrumento de comunicación y orientación que incorporan más información de la que tenemos directamente" y "toda la idea de que se puede lograr el mismo orden basado en la división del trabajo mediante una simple dirección cae por el suelo... [S]i se necesitan precios, incluidos los precios de la mano de obra, para dirigir a las personas a ir a donde se las necesita, no se puede tener otra distribución que no sea la del principio del mercado". 
El economista húngaro János Kornai ha escrito que "el intento de realizar el socialismo de mercado... produce un sistema incoherente, en el que hay elementos que se repelen entre sí: el dominio de la propiedad pública y el funcionamiento del mercado no son compatibles".
Los defensores del capitalismo de laissez-faire argumentan que, aunque los monopolios privados no tienen ninguna competencia real, hay muchos competidores potenciales que los vigilan y si estuvieran prestando un servicio inadecuado o cobrando una cantidad excesiva por un bien o servicio, los inversores iniciarían una empresa competidora. El economista anarcocapitalista Hans-Hermann Hoppe sostiene que en ausencia de precios para los medios de producción, no existe una contabilidad de costos que dirija la mano de obra y los recursos hacia los usos más valiosos. Según Tibor Machan, "[s]in un mercado en el que las asignaciones puedan hacerse obedeciendo la ley de la oferta y la demanda, es difícil o imposible canalizar recursos con respecto a las preferencias y objetivos humanos reales".
Según el economista Milton Friedman: "La parte de pérdidas es tan importante como la parte de ganancias. Lo que distingue al sistema privado de un sistema socialista gubernamental es la parte de pérdidas. Si el proyecto de un empresario no funciona, lo cierra. Si no funciona, Si hubiera sido un proyecto gubernamental, se habría ampliado, porque no existe la disciplina del elemento de pérdidas y ganancias".
Los defensores de la teoría del caos argumentan que es imposible hacer predicciones precisas a largo plazo para sistemas altamente complejos como una economía.
Pierre-Joseph Proudhon plantea cuestiones de cálculo similares en su Idea general de la revolución en el siglo XIX, pero también propone ciertos acuerdos voluntarios que también requerirían cálculos económicos. León Trotski, un feroz defensor de la planificación económica descentralizada, argumentó que la planificación económica centralizada sería "insoluble sin la experiencia diaria de millones, sin su revisión crítica de su propia experiencia colectiva, sin la expresión de sus necesidades y demandas y no podría llevarse a cabo". dentro de los confines de los santuarios oficiales" y "[a]un si el Politburó estuviera formado por siete genios universales, por siete Marx o siete Lenin, todavía sería incapaz, por sí solo, con toda su imaginación creativa, de afirmar el mando sobre la economía de 170 millones de personas". En contraste con la falta de un mercado, el socialismo de mercado puede verse como una alternativa al modelo socialista tradicional. Teóricamente, la diferencia fundamental entre una economía socialista tradicional y una economía socialista de mercado es la existencia de un mercado para los medios de producción y los bienes de capital.  Los abolicionistas socialistas del mercado responden que, si bien los defensores del capitalismo y la Escuela Austriaca en particular reconocen que los precios de equilibrio no existen, afirman, sin embargo, que estos precios pueden usarse como una base racional cuando ese no es el caso, por lo que los mercados no son eficientes. Según los socialistas abolicionistas del mercado, la planificación descentralizada permite que se produzca un sistema espontáneamente autorregulado de control de existencias (basado únicamente en el cálculo en especie) y eso a su vez supera decisivamente las objeciones planteadas por el argumento del cálculo económico de que cualquier economía de gran escala debe recurrir necesariamente a un sistema de precios de mercado.

### Supresión de la democracia económica y la autogestión
La planificación central también es criticada por elementos de la izquierda radical. El economista socialista libertario Robin Hahnel señala que incluso si la planificación central superara sus inhibiciones inherentes de incentivos e innovación, sería incapaz de maximizar la democracia económica y la autogestión, que él cree que son conceptos intelectualmente más coherentes, consistentes y justos que los convencionales. nociones de libertad económica.
Como explica Hahnel: "Combinadas con un sistema político más democrático y rehechas para aproximarse más a la mejor versión, las economías de planificación centralizada sin duda habrían tenido mejores resultados. Pero nunca habrían podido ofrecer autogestión económica, siempre habrían sido lentos para innovar a medida que la apatía y la frustración cobraban su inevitable precio, y siempre habrían sido susceptibles a crecientes desigualdades e ineficiencias a medida que crecían los efectos del poder económico diferencial. Bajo la planificación central, ni los planificadores, ni los administradores ni los trabajadores tenían incentivos para promover la economía social. Los mercados inminentes de bienes finales para el sistema de planificación tampoco otorgaron derechos a los consumidores de manera significativa, pero la planificación central habría sido incompatible con la democracia económica incluso si hubiera superado sus obligaciones de información e incentivos. lo hizo sólo porque estaba sostenido por un poder político totalitario sin precedentes".

## Crítica de la empresa pública

### Avance tecnológico lento o estancado

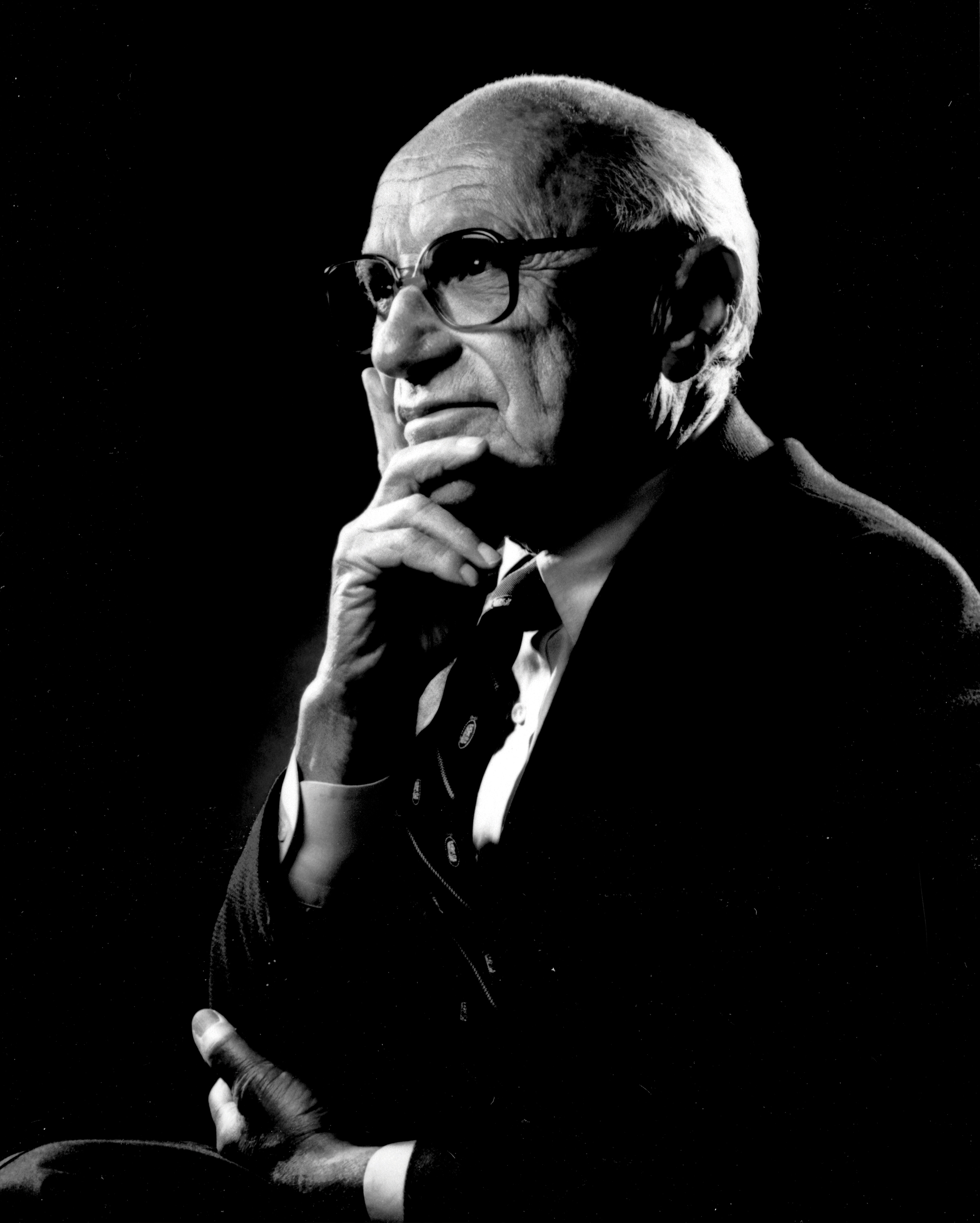
Milton Friedman, premio Nobel de Ciencias Económicas en 1976, miembro de la Escuela de Economía de Chicago y conocido opositor del socialismo.

El economista Milton Friedman argumentó que el socialismo, es decir, la propiedad estatal de los medios de producción, impide el progreso tecnológico debido a que se reprime la competencia. Señaló que "sólo necesitamos mirar a Estados Unidos para ver dónde falla el socialismo" y observó que "las áreas tecnológicamente más atrasadas son aquellas donde el gobierno posee los medios de producción".

Friedman afirmó que el socialismo abogaba por la abolición de los mercados libres y de los sistemas de recompensa basados en el dinero y el riesgo, afirmación cuestionada por algunos socialistas. Friedman sostiene que sin ese sistema de recompensa basado en el dinero y el riesgo, muchos inventores capitalistas, que Friedman sostiene que seguirían existiendo dentro del socialismo, no arriesgarían tiempo o capital para la investigación. Friedman creía que esta era una de las razones del sistema de patentes y la ley de derechos de autor de los Estados Unidos, argumentando:
El socialismo no ha demostrado ser más eficiente en casa que en el exterior. ¿Cuáles son nuestras áreas tecnológicamente más atrasadas? La entrega de correo de primera clase, las escuelas, el poder judicial, el sistema legislativo, todo ello sumido en tecnología obsoleta. Sin duda necesitamos el socialismo para los sistemas judicial y legislativo. No apoyamos el correo ni las escuelas, como lo han demostrado Federal Express y otros, y la capacidad de muchas escuelas privadas de brindar educación superior a jóvenes desfavorecidos a la mitad del costo de la educación pública. ...

 Todos nos quejamos con razón del despilfarro, el fraude y la ineficiencia del ejército. ¿Por qué? Porque es una actividad socialista, una que no parece posible privatizar. Pero ¿por qué deberíamos ser mejores que los rusos o los chinos en la gestión de empresas socialistas?

 Al extender el socialismo mucho más allá del área donde es inevitable, hemos terminado desempeñando funciones gubernamentales esenciales mucho peor de lo que no sólo es posible sino de lo que se había logrado antes. En una era más pobre y menos socialista, produjimos una red nacional de carreteras, puentes y sistemas de metro que eran la envidia del mundo. Hoy ni siquiera somos capaces de mantenerlos.

### Incentivos reducidos

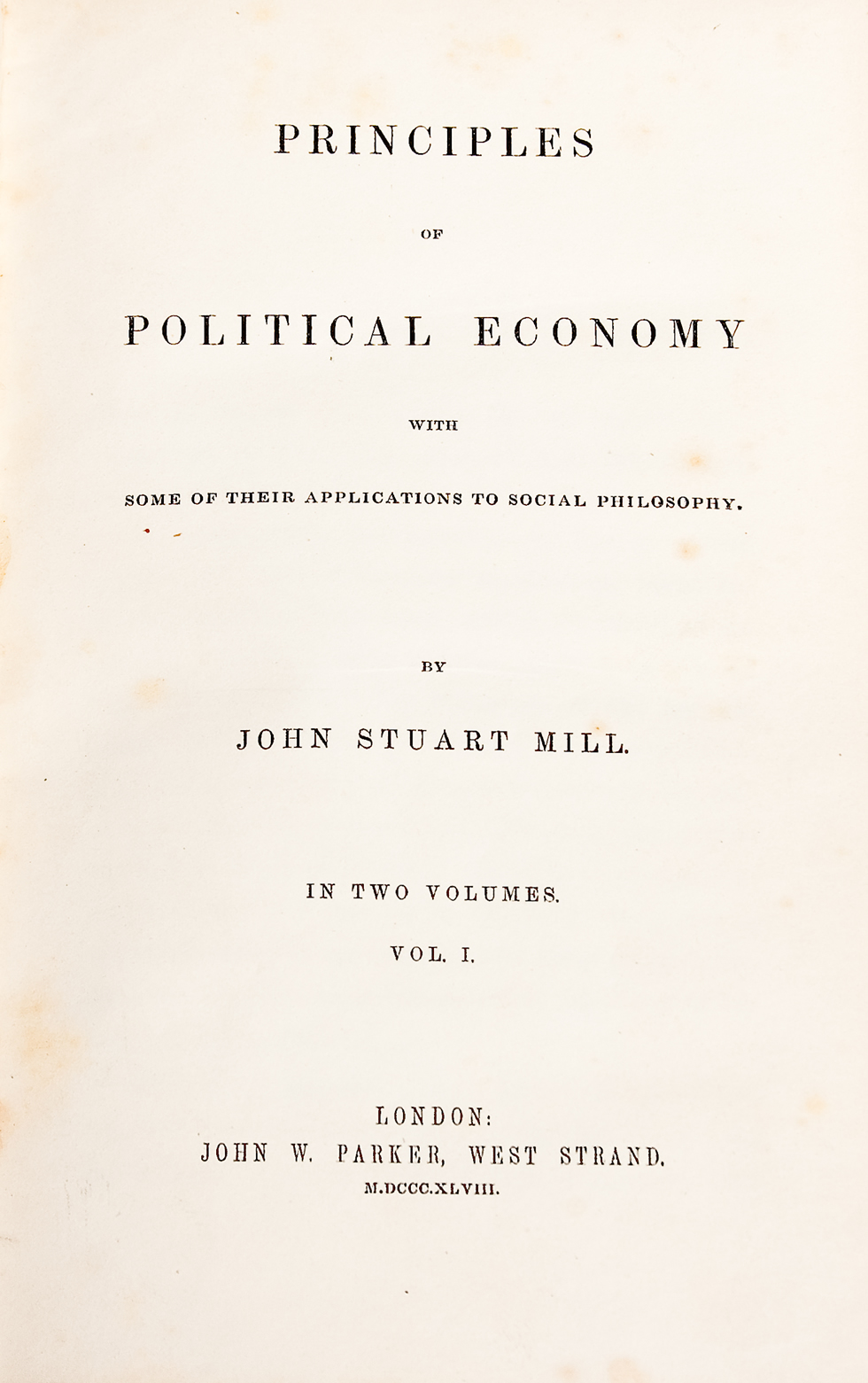
Portada de la primera edición de Los principios de economía política de John Stuart Mill

Una crítica al socialismo es que, en cualquier sociedad donde todos tengan la misma riqueza, no puede haber ningún incentivo material para trabajar porque uno no recibe recompensas por un trabajo bien hecho. Sostienen además que los incentivos aumentan la productividad para todas las personas y que la pérdida de esos efectos llevaría al estancamiento. Algunos críticos del socialismo sostienen que el reparto de ingresos reduce los incentivos individuales para trabajar y, por tanto, los ingresos deberían individualizarse tanto como sea posible.
En Los principios de economía política (1848), John Stuart Mill escribió:

Es un error común de los socialistas pasar por alto la indolencia natural de la humanidad; su tendencia a ser pasivos, a ser esclavos de la costumbre, a persistir indefinidamente en un rumbo una vez elegido. Si una vez alcanzan cualquier estado de existencia que consideren tolerable, el peligro que hay que temer es que en adelante se estancarán; no se esforzarán por mejorar y, al dejar que sus facultades se oxiden, perderán incluso la energía necesaria para preservarlas del deterioro. La competencia tal vez no sea el mejor estímulo imaginable, pero en la actualidad es necesaria y nadie puede prever el momento en que dejará de ser indispensable para progresar.

Posteriormente, Mill modificó sus puntos de vista y adoptó una perspectiva socialista, agregando capítulos a sus Principios de economía política en defensa de una perspectiva socialista y defendiendo algunas causas socialistas. Dentro de este trabajo revisado, también hizo la propuesta radical de que se aboliera todo el sistema salarial en favor de un sistema salarial cooperativo. Sin embargo, algunas de sus opiniones sobre la idea de una imposición fija se mantuvieron, aunque en una forma ligeramente atenuada.

## Prosperidad reducida

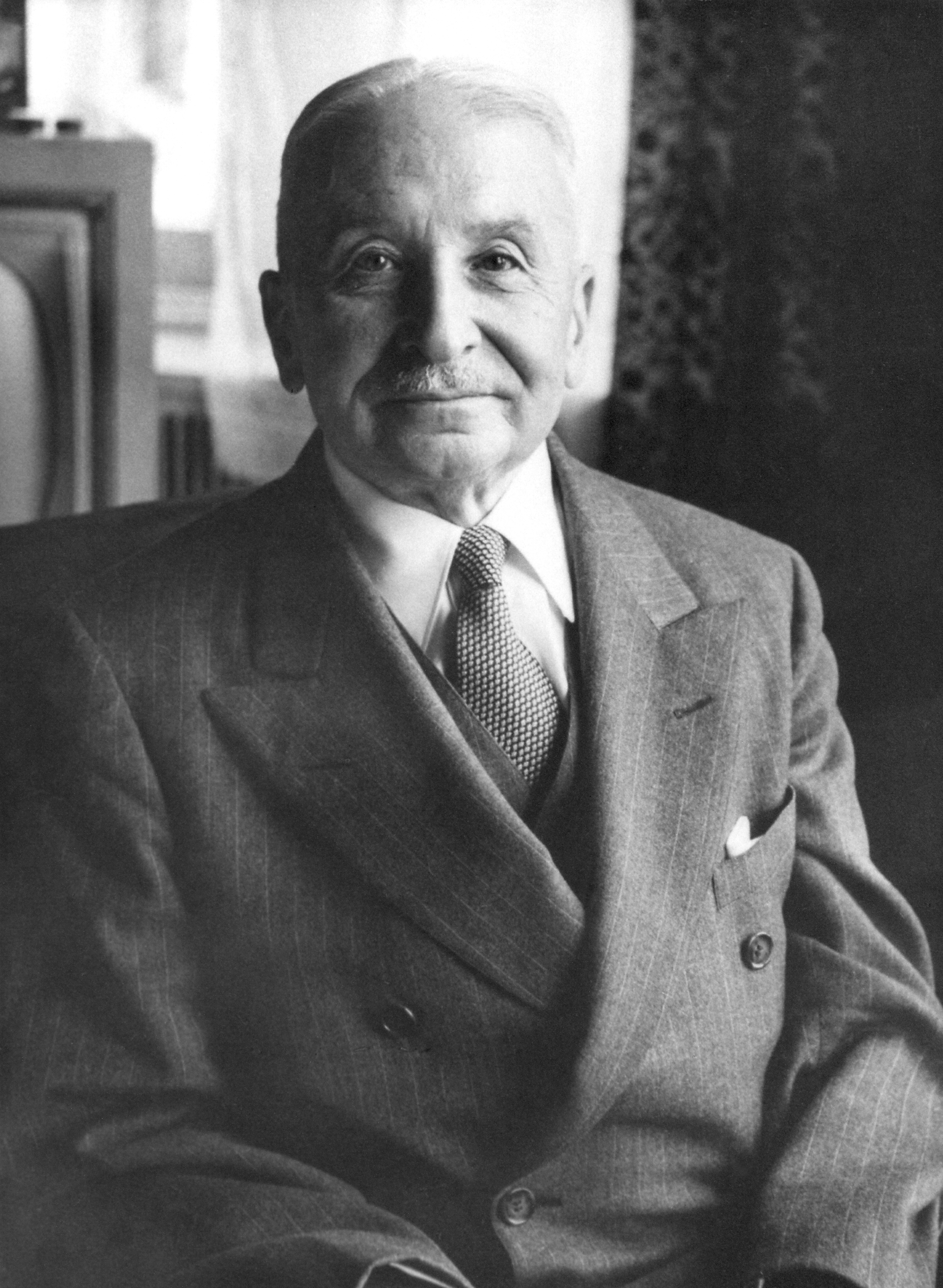
Ludwig von Mises es mejor conocido por su trabajo en estudios de praxeología quecomparan el comunismo y el capitalismo.

El economista de la escuela austriaca Hans-Hermann Hoppe argumentó que los países donde los medios de producción están nacionalizados no son tan prósperos como aquellos donde los medios de producción están bajo control privado ("próspero" se define en términos del PIB). Sin embargo, no todos los socialistas suscriben la idea de la nacionalización y algunos prefieren la socialización.
Otro economista de la escuela austriaca, Ludwig von Mises, argumentó que aspirar a ingresos más igualitarios a través de la intervención estatal conduce necesariamente a una reducción del ingreso nacional y, por lo tanto, del ingreso promedio. En consecuencia, dice que el socialista elige el objetivo de una distribución más equitativa del ingreso bajo el supuesto de que la utilidad marginal del ingreso para una persona pobre es mayor que la de una persona rica. Según Mises, esto exige una preferencia por un ingreso promedio más bajo sobre la desigualdad de ingresos con un ingreso promedio más alto. No ve ninguna justificación racional para esta preferencia y también afirma que hay poca evidencia de que se logre el objetivo de una mayor igualdad de ingresos.
Mises también dice: "El único hecho cierto sobre los asuntos rusos bajo el régimen soviético con respecto al cual toda la gente está de acuerdo es: que el nivel de vida de las masas rusas es mucho más bajo que el de las masas en el país que es universalmente considerado como el modelo del capitalismo, los Estados Unidos de América. Si tuviéramos que considerar el régimen soviético como un experimento, tendríamos que decir que el experimento ha demostrado claramente la superioridad del capitalismo y la inferioridad del socialismo".

## Efectos sociales y políticos

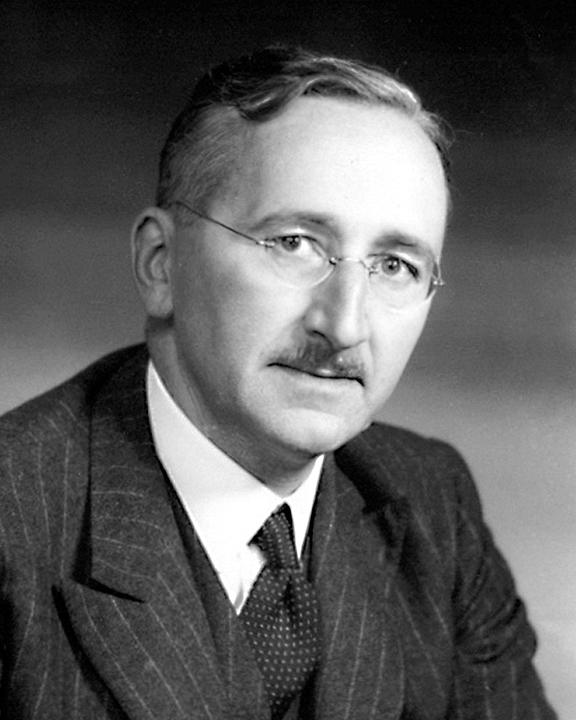
Friedrich Hayek, autor de El camino de servidumbre

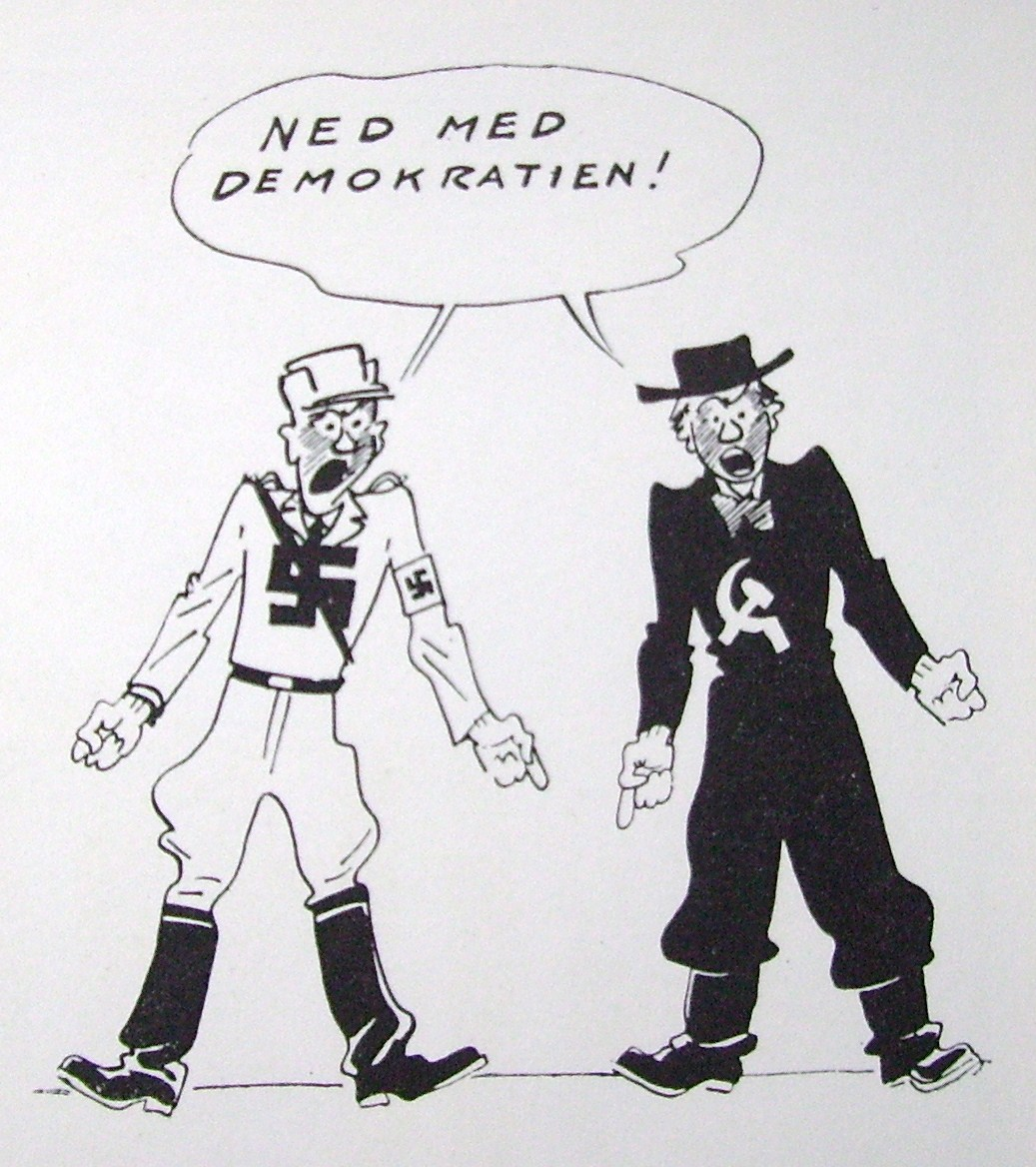
Caricatura sueca que representa la conexión ideológica entre el nazismo y el comunismo.

En El camino de servidumbre, Friedrich Hayek argumentó que una distribución más equitativa de la riqueza mediante la nacionalización de los medios de producción no puede lograrse sin una pérdida de derechos políticos, económicos y humanos. Sostuvo que para lograr el control sobre los medios de producción y distribución de la riqueza es necesario que esos socialistas adquieran importantes poderes de coerción. Hayek argumentó que el camino hacia el socialismo lleva a la sociedad al totalitarismo y sostuvo que el fascismo y el nazismo fueron el resultado inevitable de las tendencias socialistas en Italia y Alemania durante el período anterior. Así, sostuvo Hayek, moverse hacia la izquierda del capitalismo al socialismo es en realidad moverse hacia la derecha, del capitalismo al fascismo. Estas ideas se resumen en la "teoría de la herradura". Un argumento similar ha sido presentado por críticos como Dinesh D'Souza, quien sostiene que debido a que el nombre alemán completo del Partido Nazi alemán era Nationalsozialistische Deutsche Arbeiterpartei, y debido a que "Nationalsozialistische" se traduce como "nacionalsocialismo", el fascismo es en realidad un tipo de socialismo, y tantos socialistas son nazis.
Peter Self critica la economía planificada socialista tradicional y se opone a la búsqueda de una "igualdad extrema" porque cree que requiere una "fuerte coerción" y no permite un "reconocimiento razonable [de] diferentes necesidades, gustos (de trabajo o de ocio) y talentos individuales". Self sostiene que si bien una economía planificada socialista proporciona una libertad sustancialmente mayor que la que existe en el capitalismo (bajo el cual la gran mayoría de la gente se ve obligada por la amenaza de morir de hambre a trabajar para el beneficio de una pequeña clase capitalista), agregar mercados al socialismo mejora la libertad y eficiencia. En consecuencia, Self recomienda el socialismo de mercado en lugar del capitalismo o el socialismo sin mercado.  El filósofo David Schweickart ha descrito puntos de vista similares.
Mark J. Perry, del conservador American Enterprise Institute (AEI), argumentó que el socialismo significa renunciar a la libertad a cambio de mayor seguridad. Perry también argumentó que "el socialismo es la gran mentira del siglo XX. Si bien prometió prosperidad, igualdad y seguridad, trajo pobreza, miseria y tiranía. La igualdad se logró sólo en el sentido de que todos eran iguales en su miseria". 
Los críticos del socialismo citan a la Unión Soviética y Venezuela como ejemplos de países donde el socialismo ha fracasado.

## Denuncias de corrupción en el liderazgo

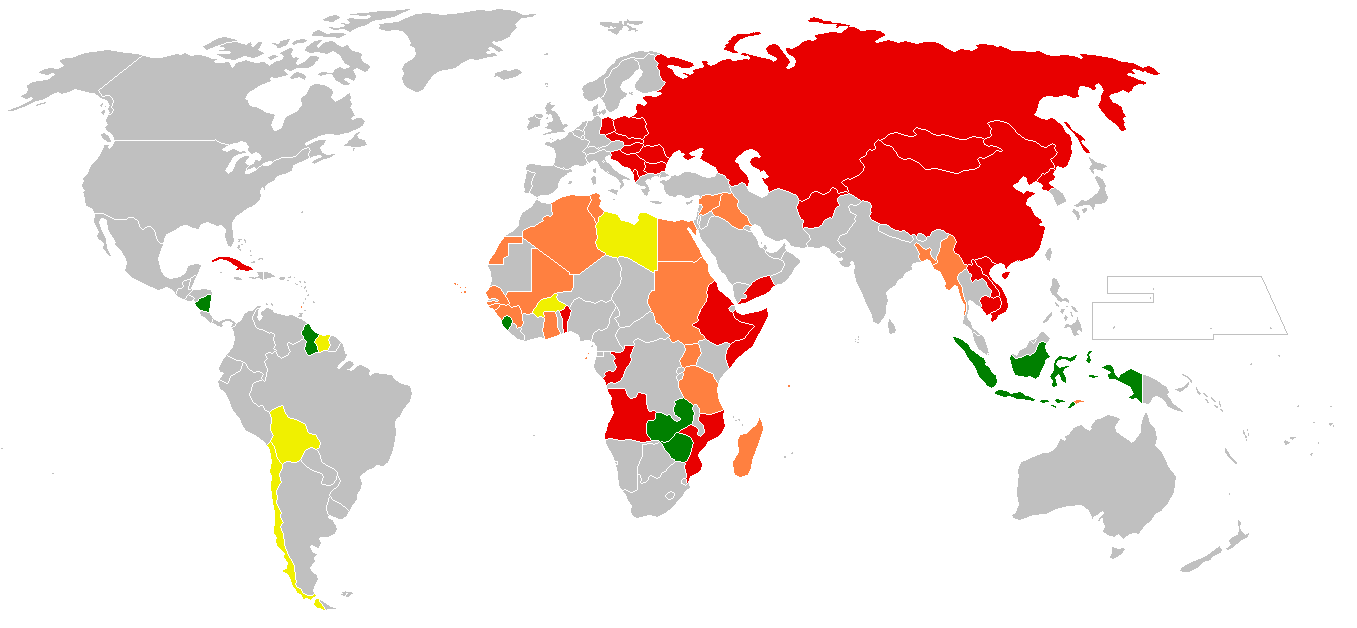
Mapa mundial de países que fueron gobernados por regímenes socialistas

Algunos críticos del socialismo ven el socialismo como un tipo de organización política estatal en lugar de un tipo de estructura socioeconómica (como es tradicional). Estos pensadores generalmente critican lo que denominan "estados socialistas" más que "socialismo".
Milton Friedman argumentó que la ausencia de actividad económica privada permitiría a los líderes políticos otorgarse poderes coercitivos, poderes que, bajo un sistema capitalista, serían otorgados por una clase capitalista, lo que Friedman consideraba preferible. En su campaña contra el candidato laborista Clement Attlee en las elecciones generales de 1945, Winston Churchill afirmó que el socialismo requiere métodos totalitarios, incluida una policía política, para lograr sus objetivos.

## Asesinatos en masa
Muchos comentaristas de la derecha política señalan asesinatos masivo bajo los regímenes comunistas, considerándolas una acusación del socialismo. El Libro negro del comunismo ha sido una de las obras populares más elaboradas que ha dejado claro este punto.
Los defensores del socialismo afirman que las matanzas en masa bajo los regímenes comunistas fueron aberraciones causadas por regímenes autoritarios específicos y no por el socialismo en sí. Nathan J. Robinson, editor en jefe de la revista progresista de izquierda Current Affairs, ha defendido el socialismo de las críticas, argumentando "una tradición socialista libertaria que siempre se ha opuesto firmemente al 'socialismo' autoritario que muchos gobiernos han abrazado".

## Lectura adicional
- Hayek, Friedrich (1988). The Fatal Conceit: The Errors of Socialism. University of Chicago Press. ISBN 978-0226320687.
- Hayek, Friedrich (1997). Socialism and War: Essays, Documents, Reviews. University of Chicago Press. ISBN 978-0226320588.

- Minehan, Philip B. Anti-Leftist Politics in Modern World History: Avoiding "Socialism" at All Costs (Bloomsbury Academic, 2022) revisión académica en línea